# Albert Ritchie

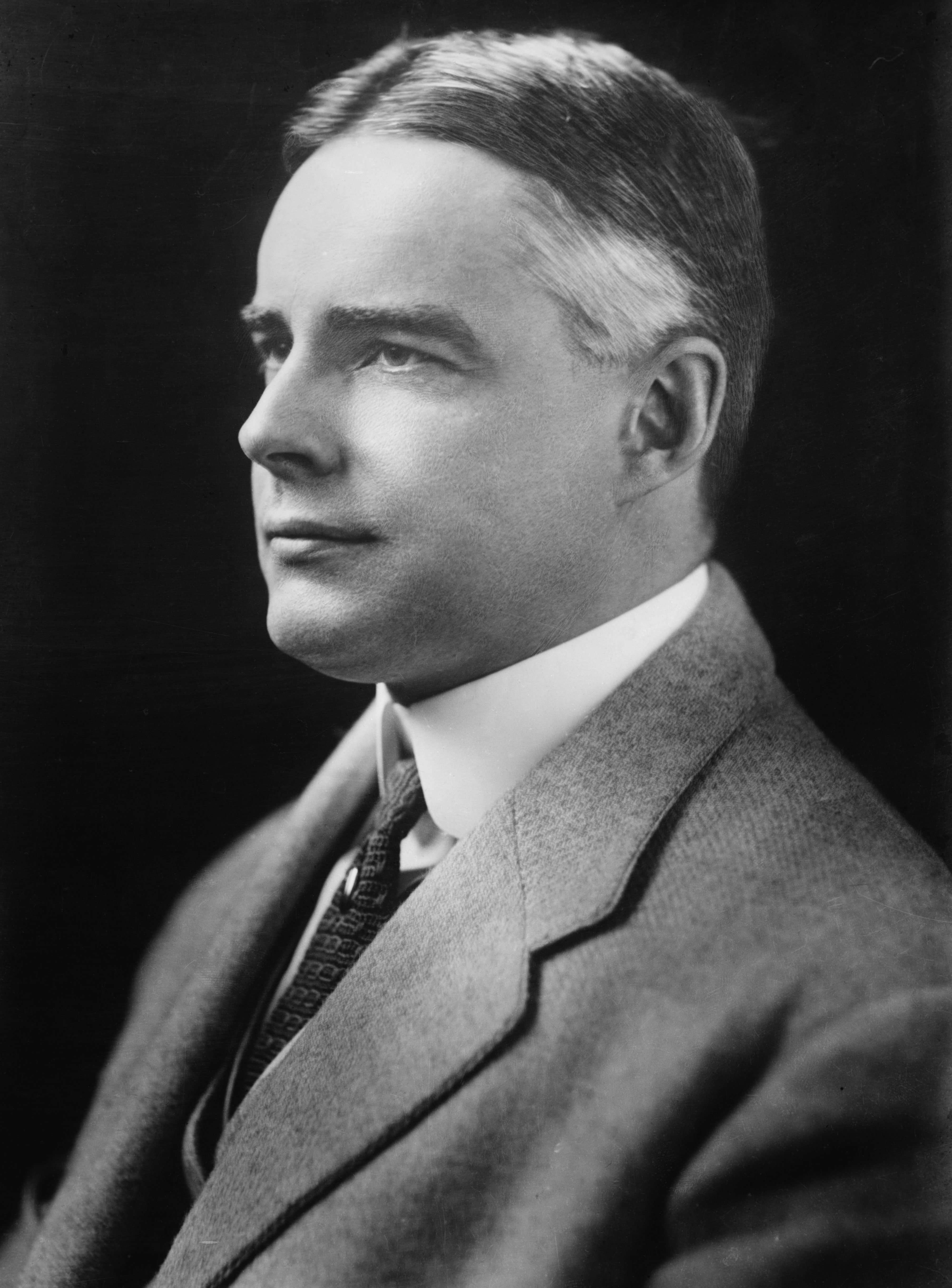
Albert Ritchie.

Albert Cabell Ritchie (29 de agosto de 1876 - 24 de febrero de 1936), político estadounidense, miembro del Partido Demócrata de los Estados Unidos, fue el 49.º gobernador de Maryland de 1920 a 1935. 
Albert Ritchie nació el 29 de agosto de 1876 en Richmond (Virginia). Hijo de padres distinguidos, su padre había servido como miembro en la Convención Constitucional de Maryland en 1867, profesor de leyes en la Universidad de Maryland, abogado de la ciudad de Baltimore, Maryland y como juez. Su madre descendía de un gobernador de Maryland y de Joseph Cabell, un colaborador de Thomas Jefferson.
Albert se mudó a Baltimore con su familia poco después de su nacimiento y recibió su primera educación en escuelas privadas. Recibió su licenciatura en la Universidad Johns Hopkins en 1896, y su doctorado en leyes en la Universidad de Leyes de Maryland en 1898. 
En 1907, se casó con Elizabeth Catherine Baker originaria de Catonsville, Maryland. Sin embargo en junio de 1916, su esposa presentó una demanda de divorcio por abandono, ya que Albert tuvo que dejarla para ir a vivir con su madre en 1910. Él nunca se interpuso a la demanda y el divorció se llevó a cabo poco después. Albert no se casó de nuevo y no tuvo hijos. 
El 24 de febrero de 1936 murió de repente e inesperadamente, se determinó que la causa de su muerte fue una hemorragia cerebral. Después de un funeral privado, su cuerpo fue exhibido en público por varios días y fue visto por miles de dolientes. Fue sepultado, al lado de sus padres, en el cementerio Greenmount de Baltimore.
- Datos: Q887807
- Multimedia: Albert Ritchie / Q887807